# Platymetopius
Platymetopius är ett släkte av insekter som beskrevs av Hermann Burmeister 1838. Platymetopius ingår i familjen dvärgstritar.

## Dottertaxa tillPlatymetopius, i alfabetisk ordning[1][2]
- Platymetopius adonis
- Platymetopius albus
- Platymetopius apicalis
- Platymetopius astarte
- Platymetopius atraphaxius
- Platymetopius badius
- Platymetopius betpakdalensis
- Platymetopius breviceps
- Platymetopius calcaratus
- Platymetopius catenatus
- Platymetopius centralasiae
- Platymetopius chloroticus
- Platymetopius complicatus
- Platymetopius coronatus
- Platymetopius cruentatus
- Platymetopius curvatus
- Platymetopius dagestanus
- Platymetopius dedaleus
- Platymetopius distinctus
- Platymetopius dlabolai
- Platymetopius dorsofenestratus
- Platymetopius dorsovittatus
- Platymetopius dubovskii
- Platymetopius enatus
- Platymetopius exalbescens
- Platymetopius exappendiculatus
- Platymetopius exhereditus
- Platymetopius ferrarii
- Platymetopius fidelis
- Platymetopius filigranus
- Platymetopius forsteri
- Platymetopius fugitans
- Platymetopius gobicus
- Platymetopius guttatus
- Platymetopius hannelorae
- Platymetopius henribauti
- Platymetopius hopponis
- Platymetopius infectoriae
- Platymetopius jasudicus
- Platymetopius kabulensis
- Platymetopius koreanus
- Platymetopius libanoticus
- Platymetopius linnavuorii
- Platymetopius major
- Platymetopius manfredi
- Platymetopius minor
- Platymetopius notatus
- Platymetopius obsoletus
- Platymetopius occultatus
- Platymetopius olivaceus
- Platymetopius pardalis
- Platymetopius perplexus
- Platymetopius pseudoguttatus
- Platymetopius quadricornis
- Platymetopius quercicola
- Platymetopius quercinus
- Platymetopius retamae
- Platymetopius rostratus
- Platymetopius safavii
- Platymetopius shirazicus
- Platymetopius signoreti
- Platymetopius singularis
- Platymetopius surchanensis
- Platymetopius syrinx
- Platymetopius tenuifrons
- Platymetopius tobiasi
- Platymetopius tortuosus
- Platymetopius trifasciatus
- Platymetopius turgunovi
- Platymetopius undata
- Platymetopius undatus
- Platymetopius undulatus
- Platymetopius verae
- Platymetopius wilhemwagneri